# 比杜-努伊巴國家公園
12°26′N 108°30′E / 12.433°N 108.500°E
比杜－努伊巴國家公園是越南的國家公園，位於該國南部西原地區，處於林同省，成立於2004年，面積648平方公里，最高點海拔高度2,287米，有小懶猴、紅頰黑猿、亞洲黑熊、豺、印度野牛等野生動物棲息。